# جنتلمن (فیلم ۱۹۸۹)
«جنتلمن» (انگلیسی: Gentleman (1989 film)) فیلمی در ژانر اکشن است که در سال ۱۹۸۹ منتشر شد.